# Letov
Letov je priimek več oseb:
- Aleksander Ivanovič Letov, sovjetski general
- Igor Fjodorovič Letov, ruski glasbenik